# Cantone di Moreuil
Il Cantone di Moreuil è una divisione amministrativa degli arrondissement di Amiens e di Montdidier.
A seguito della riforma complessiva dei cantoni del 2014 è passato da 23 a 43 comuni.

## Composizione
Prima della riforma del 2014 comprendeva i comuni di:
- Arvillers
- Aubercourt
- Beaucourt-en-Santerre
- Berteaucourt-lès-Thennes
- Braches
- Cayeux-en-Santerre
- Contoire
- Démuin
- Domart-sur-la-Luce
- Fresnoy-en-Chaussée
- Hangard
- Hangest-en-Santerre
- Ignaucourt
- Mézières-en-Santerre
- Moreuil
- Morisel
- La Neuville-Sire-Bernard
- Pierrepont-sur-Avre
- Le Plessier-Rozainvillers
- Le Quesnel
- Thennes
- Villers-aux-Érables
- Wiencourt-l'Équipée

Dal 2015 comprende i comuni di:
- Arvillers
- Aubercourt
- Bayonvillers
- Beaucourt-en-Santerre
- Beaufort-en-Santerre
- Berteaucourt-lès-Thennes
- Bouchoir
- Braches
- Caix
- Cayeux-en-Santerre
- La Chavatte
- Chilly
- Contoire
- Démuin
- Domart-sur-la-Luce
- Folies
- Fouquescourt
- Fransart
- Fresnoy-en-Chaussée
- Guillaucourt
- Hailles
- Hallu
- Hangard
- Hangest-en-Santerre
- Harbonnières
- Ignaucourt
- Maucourt
- Méharicourt
- Mézières-en-Santerre
- Moreuil
- Morisel
- La Neuville-Sire-Bernard
- Parvillers-le-Quesnoy
- Pierrepont-sur-Avre
- Le Plessier-Rozainvillers
- Le Quesnel
- Rosières-en-Santerre
- Rouvroy-en-Santerre
- Thennes
- Villers-aux-Érables
- Vrély
- Warvillers
- Wiencourt-l'Équipée